# 58373 Albertoalonso
58373 Albertoalonso este un asteroid din centura principală de asteroizi.

## Descriere
58373 Albertoalonso este un asteroid din centura principală de asteroizi. A fost descoperit pe 19 septembrie 1995 la Catalina Station de Timothy B. Spahr. Asteroidul prezintă o orbită caracterizată de o semiaxă mare de 2,59 ua, o excentricitate de 0,31 și o înclinație de 26,4° în raport cu ecliptica.